# Andriej Palij
Andriej Nikołajewicz Palij (ros. Андрей Николаевич Палий, ur. 13 lutego 1971 w Kijowie, zm. 19 marca 2022 w Mariupolu na Ukrainie) – rosyjski oficer marynarki (kapitan I rangi, odpowiednik komandora) pochodzenia ukraińskiego, zastępca dowódcy rosyjskiej Floty Czarnomorskiej ds. wojskowo-politycznych. Zginął podczas inwazji Rosji na Ukrainę.

## Życiorys
Urodzony w rodzinie o tradycjach wojskowych; uczył się w gimnazjum nr 10 w Siewieromorsku w obwodzie murmańskim. W 1992 roku z dyplomem psychologa społecznego ukończył Wyższą Szkołę Polityczną Marynarki Wojennej w Kijowie, specjalizując się w psychologii społecznej. Po jej ukończeniu, w stopniu porucznika został mianowany zastępcą dowódcy 4. kompanii 2 Pułku Pracy Wychowawczej Gwardii Narodowej Ukrainy w Kijowie, ale w marcu 1993 r. z powodu odmowy złożenia ukraińskiej przysięgi wojskowej wyjechał do Rosji i wstąpił do Floty Północnej. Służył na niszczycielu „Biesstrasznyj” – brał udział w formowaniu załogi, przyjęciu okrętu, próbach eksploatacyjnych i państwowych. Następnie pływał na okręcie ratowniczym „Gieorgij Titow”, później przeniesiono go na ciężki krążownik rakietowy „Piotr Wielikij”, a następnie został zastępcą dowódcy w bazie marynarki wojennej w Biełomorsku. W 1999 roku był psychologiem na krążowniku „Kiercz” we Flocie Czarnomorskiej, a później zastępcą dowódcy na fregacie „Pytliwyj”. W 2001 r. pełnił służbę jako starszy oficer ds. oświaty w mieście Grozny, w 2004 został zastępcą dowódcy krążownika „Oczakow”. W 2005 został zastępcą dowódcy ds. pracy wychowawczej w grupie okrętów desantowych. W lipcu 2011 roku został mianowany szefem działu personalnego Floty Czarnomorskiej.
Andriej Palij brał udział w tworzeniu muzeum 14 baterii nadbrzeżnej w Sewastopolu. Pod koniec 2020 r. zastępca dowódcy Sił Zbrojnych Rosji w Syrii. W 2022 roku wziął udział w inwazji Rosji na Ukrainę, zginął tam 19 marca 2022 roku w Mariupolu.